# Raffinerie Reichstett
Die Raffinerie Reichstett (PRR) war eine französische Raffinerie in Reichstett im Département Bas-Rhin nördlich von Straßburg, einige Kilometer vom Rhein entfernt. Sie wurde 2011 stillgelegt, kurz bevor die damalige Eigentümer-Gesellschaft Petroplus im Jahr 2012 Insolvenz angemeldet hat.

## Geschichte
Auf einem 650 Hektar großen Gelände wurde 1963 die Raffinerie Reichstett in Betrieb genommen. Zunächst waren Shell, Total und BP Anteilseigner der Raffinerie, 2006 übernahm Shell die Anteile von BP und Total.
Die Raffinerie wurde zusammen mit den Raffinerien Berre-l'Etang und Petit-Couronne von der Shell zum 1. April 2008 verkauft. Während die Raffinerie Berre-l'Etang an Basell ging, wurden Petit-Couronne und Reichstett an Petroplus verkauft.
Am 21. Oktober 2010 gab Petroplus bekannt, die Raffinerie stilllegen zu wollen. Die Rohölverarbeitung wurde mit dem Aufbrauchen
der Rohölbestände im April 2011 eingestellt.
Teile des Tanklagers werden als Terminal durch Rubis SCA weiterbetrieben. Das restliche Raffineriegelände wurde altlastensaniert und größtenteils zum Gewerbegebiet Ecoparc Rhenan umgewandelt.

## Technische Daten
Die Raffinerie war über die Südeuropäische Pipeline an den Ölhafen von Fos-sur-Mer angeschlossen.

### Verarbeitungsanlagen
- Atmosphärische Destillation[2]
- Vakuum-Destillation
- Visbreaker
- Fluid Catalytic Cracker
- Katalytischer Reformer
- Produkt-Hydrotreater
- Schwefelrückgewinnung
- Bitumenanlagen[5]